# Карловка (Новгородская область)
Карловка — деревня в Чудовском районе Новгородской области России. Входит в состав Успенского сельского поселения.

## География
Деревня находится в северо-западной части Новгородской области, в подзоне южной тайги, в пределах Приильменской низменности, на берегах реки Доброхи, к востоку от автодороги 49К-05, на расстоянии примерно 13 километров (по прямой) к северо-северо-западу от Чудова, административного центра района. Абсолютная высота — 31 метр над уровнем моря.

### Климат
Климат района характеризуется как умеренно континентальный, влажный, с мягкой зимой и умеренно тёплым летом. Среднегодовая многолетняя температура воздуха составляет 3,7 — 4 °С. Средняя многолетняя температура самого холодного месяца (января) составляет −8,7 °С (абсолютный минимум — −45 °C); самого тёплого месяца (июля) — 17,3 °C (абсолютный максимум — 34 °C). Вегетационный период длится 170—180 дней. Среднегодовое количество атмосферных осадков — 600 мм, из которых большая часть выпадает в тёплый период. Снежный покров держится в течение 135 дней.

### Часовой пояс
Деревня Карловка, как и вся Новгородская область, находится в часовой зоне МСК (московское время). Смещение применяемого времени относительно UTC составляет +3:00.

## Население
| 2010 |
| ---- |
| 223  |

Согласно результатам переписи 2002 года, в национальной структуре населения русские составляли 100 % из 10 чел.